# آرامگاه کشته‌شدگان واقعه لهاک‌خان
آرامگاه کشته‌شدگان واقعه لهاک‌خان باوند  از عمارت‌های دوران پهلوی بجنورد است. این مکان آرامگاه پنج افسر و دو استوار از مأموران لشکر شرق خراسان بودند که به‌خاطر مخالفت با شورش لهاک‌خان، در میدان سرخ بجنورد تیرباران شدند و بعد در این آرامگاه دفن شدند. این اثر در تاریخ ۲۴ تیر ۱۳۸۲ با شمارهٔ ثبت ۹۲۴۱ به‌عنوان یکی از آثار ملی ایران به ثبت رسیده‌است.

## موقعیت آرامگاه
مقبره کشته‌شدگان روی سکویی صفحه مانند در داخل محوطه باغ نسبتاً وسیعی با استفاده از آجر با پلان چهار ضلعی مربع شکل و به صورت چهارطاقی بنا شده‌است. این مقبره دارای گنبد است که از لحاظ تزیینات آجری و معماری خاصش، مورد توجه قرار دارد. در چهار گوشه این بنا که از لحاظ شکل ظاهری شبیه آرامگاه امیراسماعیل سامانی است، چهار مناره با ارتفاع ۵٫۲ متری قرار دارند. اطراف و محوطه بوستان نیز طی سالیان دراز، به عنوان گورستان مورد استفاده اهالی بجنورد قرار گرفته‌است. این بنای تاریخی به شکل آرامگاه است و بهره‌برداری خاصی از آن صورت نمی‌گیرد. بنا بر گفته میراث فرهنگی قرار است این مقبره مرمت شود.

## تسخیر بجنورد
در صبح نهم تیر ماه 1305 شمسی، نیرو های شورشی لهاک خان با نیرو های مستقر در مرکز نظامی ایچه درگیر شده و پس از دو ساعت جنگ، نیرو های شورشی پیروز شده و به سوی بجنورد حرکت کردند. هنگامی که خبر پیروزی شورشیان منتشر شد، فرمانده پادگان بجنورد و حاکم این شهر به همراه رئیس مالیه و روسای سایر ادارات دولتی به همراه خانواده هایشان شبانه به شهر مشهد گریختند. از عده 800 نفری پادگان بجنورد، گروهی به لهاک خان پیوسته و بسیاری از آنان نیز فرار کردند و فقط هفت نفر اقدام به مخالفت و مقاومت کردند که سرانجام مقاومت این هفت نفر نیز شکسته شده و دستگیر شدند. در دوازدهم تیر 1305 لهاک خان وارد شهر بجنورد شد و پس از یک سخنرانی طولانی، دستور داد تا از مردم شهر با زور و اجبار پول جمع آوری شود و مقدار پانزده هزار تومان از مردم این شهر گرفته شده و اموال بسیاری از مردم نیز به نفع شورشیان مصادره شد و در دوشنبه سیزدهم تیر 1305 یک دادگاه کمونیستی در بجنورد برگزار گردید و هفت نظامی بجنوردی که در برابر شورش مقاومت کرده بودند را اعدام کردند. سرانجام با پیروزی ارتش بر شورشیان، آرامگاه ویژه ای برای دفن این هفت نظامی ساخته شد و این هفت تن در این آرامگاه به خاک سپرده شدند.  

## کشته شدگان
در عصر دوشنبه سیزدهم تیر 1305 پس از برگزاری یک دادگاه کمونیستی، هفت نفر از نظامیان بجنورد که در برابر شورشیان مقاومت کرده بودند، توسط شورشیان اعدام شدند. این هفت نظامی شامل دو استوار به نام های محمد بدرانلویی و رضا سلطانی و پنج افسر به نام های حسن وکیلی، ابراهیم آقائی، حسن طاهری، علی اکبر شغفی و الله قلی جمالی بودند.   